# Фатеев, Иван Фёдорович
Иван Фёдорович Фатеев (1923—1997) — советский лётчик штурмовой авиации, участник Великой Отечественной войны, Герой Советского Союза (15.05.1946). Полковник.

## Биография
Иван Фатеев родился 31 мая 1923 года в селе Спасское (ныне — Мценский район Орловской области). Окончил десять классов школы, занимался в аэроклубе. В 1940 году Фатеев был призван на службу в Рабоче-крестьянскую Красную Армию из Кемеровского района. В 1942 году он окончил Чкаловскую военную авиационную школу пилотов. 
С июля 1943 года — на фронтах Великой Отечественной войны. Боевое крещение принял в Курской битве, совершая по 4-5 боевых вылетов в день на штурмовку наступающих танковых соединений немцев на северном фасе Курской дуги.
К декабрю 1944 года гвардии старший лейтенант Иван Фатеев был заместителем командира эскадрильи 175-го гвардейского штурмового авиаполка 11-й гвардейской штурмовой авиадивизии 16-й воздушной армии 1-го Белорусского фронта. К тому времени он совершил 115 боевых вылетов на штурмовку скоплений боевой техники и живой силы противника, его важных объектов, нанеся ему большие потери.
Указом Президиума Верховного Совета СССР от 15 мая 1946 года за «мужество и воинскую доблесть, проявленные на фронте борьбе с немецкими захватчиками», гвардии старший лейтенант Иван Фатеев был удостоен высокого звания Героя Советского Союза с вручением ордена Ленина и медали «Золотая Звезда» за номером 7030.
К Победе выполнил 167 боевых вылетов.
После окончания войны Фатеев продолжил службу в Советской Армии. В 1956 году он окончил Военно-воздушную академию. Был командиром авиационного полка. В 1960 году в звании полковника Фатеев был уволен в запас. 
Проживал и работал в Жданове, Макеевке, с 1969 года — в Донецке. Скончался 4 января 1997 года, похоронен в Донецке.

## Награды
- Герой Советского Союза (15.05.1946)
- Орден Ленина (15.05.1946)
- Три ордена Красного Знамени (3.11.1943, 4.10.1944, 29.03.1945)
- Орден Александра Невского (31.07.1945)
- Два ордена Отечественной войны 1-й степени (4.07.1944, 11.03.1985)
- Два ордена Красной Звезды (5.09.1943, 30.12.1956)
- Медаль «За боевые заслуги» (17.05.1951)
- Медаль «За освобождение Варшавы»
- Медаль «За взятие Берлина»
- Ряд других медалей[1]
- Почётный гражданин Познани и Донецка.